# Tomáš Kafka
Tomáš Kafka (* 26. srpna 1978, Tokio) je bývalý český florbalový brankář a reprezentant. Ve vrcholovém florbalu chytal 23 let mezi roky 1995 a 2018. Působil hlavně v české Superlize florbalu v klubu Tatran Střešovice, se kterým získal 13 mistrovských titulů. Je vicemistr světa z roku 2004.
Je považován za nejlepšího brankáře v české florbalové historii. V roce 2006 byl jako první Čech vyhlášen nejlepším florbalovým brankářem světa a desetkrát byl zvolen za nejlepšího českého brankáře.

## Klubová kariéra
Kafka odchytal první zápas v nejvyšší soutěži v klubu Tatran Střešovice v roce 1995. Za svého prvního působení v Tatranu získal s týmem devět titulů, v sezónách 1997/1998, 1998/1999 a 2000/2001 až 2006/2007.
Pro pracovní vytížení, kvůli kterému vypustil v Tatranu již část sezóny 2006/2007, odešel v roce 2007 do týmu FbŠ Bohemians. Bohemians v sezóně 2007/2008 sestoupily a Kafka se vrátil do Tatranu. V druhé sezóně po návratu získal s Tatranem další mistrovský titul.
Na konci roku 2010 přestoupil na zbytek sezóny do švédského klubu Balrog B/S IK, který v té době byl na posledním místě Švédské superligy. Kafka se tak stal prvním českým brankářem působícím v nejvyšší švédské soutěži. Ani jeho působení tým nezachránilo a ten sestoupil do nižší ligy. Kafka se vrátil do Česka ještě pred koncem sezóny a s Tatranem získal formálně dvanáctý titul, čímž překonal rekord Juraje Šádka.
V Tatranu zůstal až do konce své vrcholové kariéry v roce 2018. V sezóně 2011/2012 získal s týmem další mistrovský titul a na Poháru mistrů vybojovali druhou českou stříbrnou medaili. Svůj třináctý a poslední superligový titul vyhrál v sezóně 2014/2015 a následně i bronz na Poháru mistrů.
Na konec sezóny 2018/2019 nastoupil Kafka do play-off do slovenského extraligového klubu AS Trenčín. Trenčínu, který v základní části skončil na osmém místě, pomohl k zisku mistrovského titulu.
V roce 2019 se v Tatranu stal prezidentem klubu. Pod jeho vedením se mužský tým opět propracoval na špičku ligy a v letech 2023 a 2024 znovu získal zlato a následně i první český titul z Poháru mistrů.

## Reprezentační kariéra
Kafka reprezentoval Česko na všech devíti Mistrovstvích světa mezi roky 2000 a 2016. Je tak s odstupem českým hráčem s nejvyšším počtem účastí. Je jediným hráčem, který získal všechny tři první české medaile. Na Mistrovství světa v roce 2010 byl zvolen do All Star teamu. Zároveň byl i u největšího českého neúspěchu na Mistrovství světa v roce 2012.
V dubnu 2014 v České Lípě společně Davidem Rytychem vychytali první zlato na turnaji Euro Floorball Tour. Svého posledního mistrovství v roce 2016 se Kafka zúčastnil ve 38 letech, rekord české reprezentace.
| Umístění | Soutěž                                            |
| -------- | ------------------------------------------------- |
| 6.       | Mistrovství světa ve florbale 2000                |
| 4.       | Mistrovství světa ve florbale 2002                |
|          | Mistrovství světa ve florbale 2004                |
| 4.       | Mistrovství světa ve florbale 2006                |
| 4.       | Mistrovství světa ve florbale 2008                |
|          | Mistrovství světa ve florbale 2010 (All Star tým) |
| 7.       | Mistrovství světa ve florbale 2012                |
|          | Mistrovství světa ve florbale 2014                |
| 4.       | Mistrovství světa ve florbale 2016                |